# Microphiopholis atra
Microphiopholis atra is een slangster uit de familie Amphiuridae.
De wetenschappelijke naam van de soort werd in 1852 gepubliceerd door William Stimpson.